# Sierra de Alto Rey
La sierra de Alto Rey, localizada al noroeste de la provincia de Guadalajara, es una de las estribaciones montañosas orientales del Sistema Central español. Al igual que su vecina sierra de Ayllón por el oeste, es de formación a través de plegamientos, destacando en su composición la pizarra. Se extiende, de oeste a este, desde el río Sorbe hasta el Bornova y, de norte a sur, desde el río Pelagallinas hasta el Cristóbal. Linda al norte con la sierra de Pela, al oeste con la sierra de Ayllón, el este con la sierra de la Bodera y al sur con la sierra Gorda, sierra subsidiaria de la de Alto Rey.

## Descripción

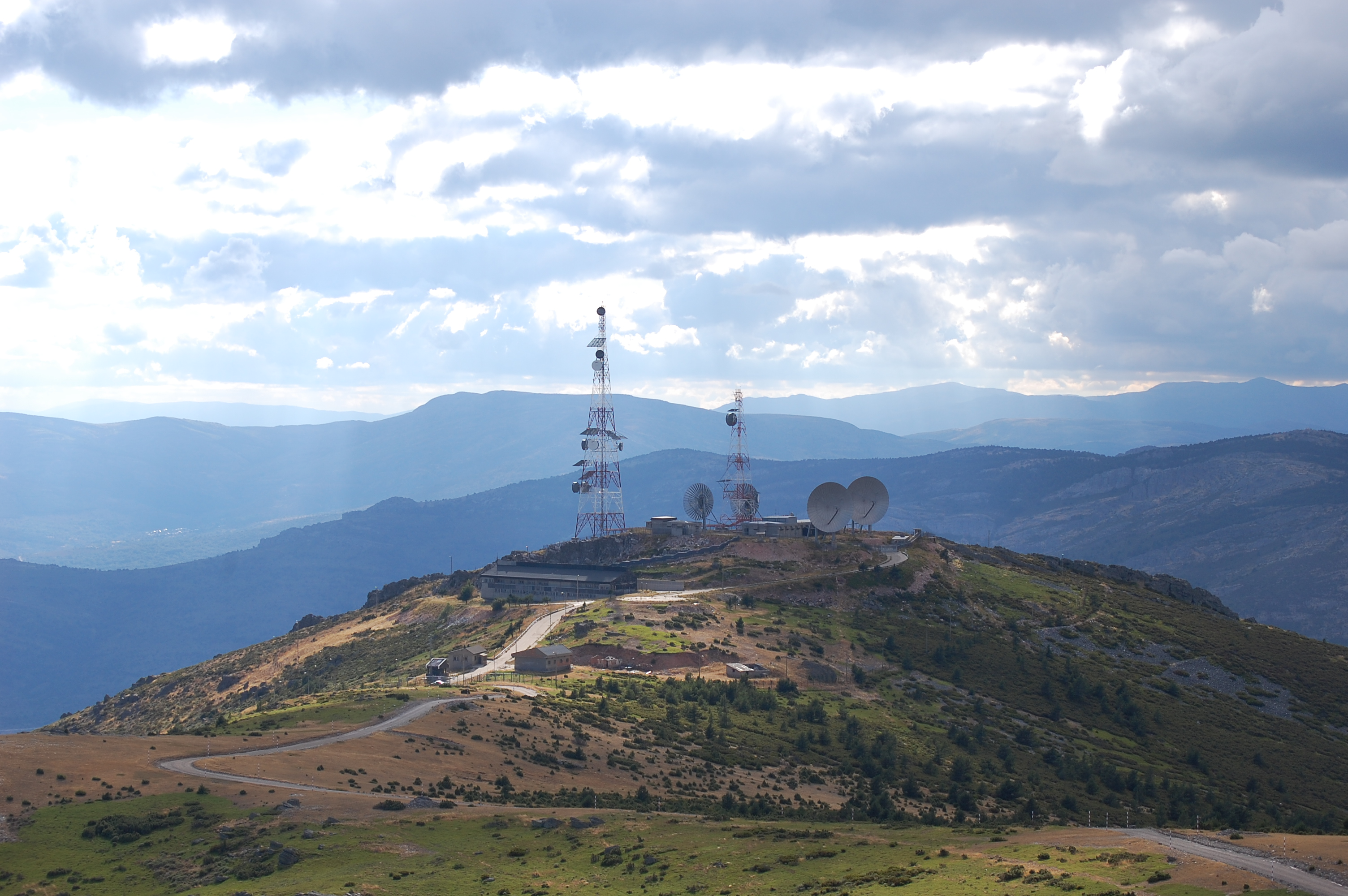
Instalaciones militares en lo alto de la sierra

Varios picos conforman dicha sierra, entre los que destacan el Alto Rey (el más alto con 1858 m de altitud) y sus subsidiarios peña de los Gavilanes (1759 m), peña de los Rollos (1730 m), peña de Peribáñez de la Casa (1584 m), peña de Mediodía (1538 m), el Mojón Gordo (1452 m) y el Bartibáñez (1342 m); Los Mojones (1823 m) y sus subsidiarios peña del Reventón (1752 m) y peña de la Ventana (1663 m); el Cerveguilla (1779 m) y sus subsidiarios cerro del Capetón (1763 m), El Cerrajo (1711 m) y peña del Campanario (1669 m); el Mojón Cimero (1589 m) y sus subsidiarios Moroquero (1547 m), peña del Tomillar (1436 m), cerro del Castillar (1383 m), sierra de los Picuzos (1362 m de altura máxima) y Cabeza de Veguilla (1202 m); la peña del Osar (1561 m), y el Majabillares (1485 m) y su subsidiario Cabeza Tozano (1454 m).
En las laderas de la sierra se asientan pueblos como Albendiego, Condemios de Abajo, Condemios de Arriba y Galve de Sorbe al norte; Aldeanueva de Atienza, Arroyo de las Fraguas, Bustares, Gascueña de Bornova, Villares de Jadraque, La Nava de Jadraque, Navas de Jadraque, El Ordial, Prádena de Atienza y Las Tainas al sur, y La Huerce, Umbralejo y Valdepinillos al oeste.